# 华都牙也

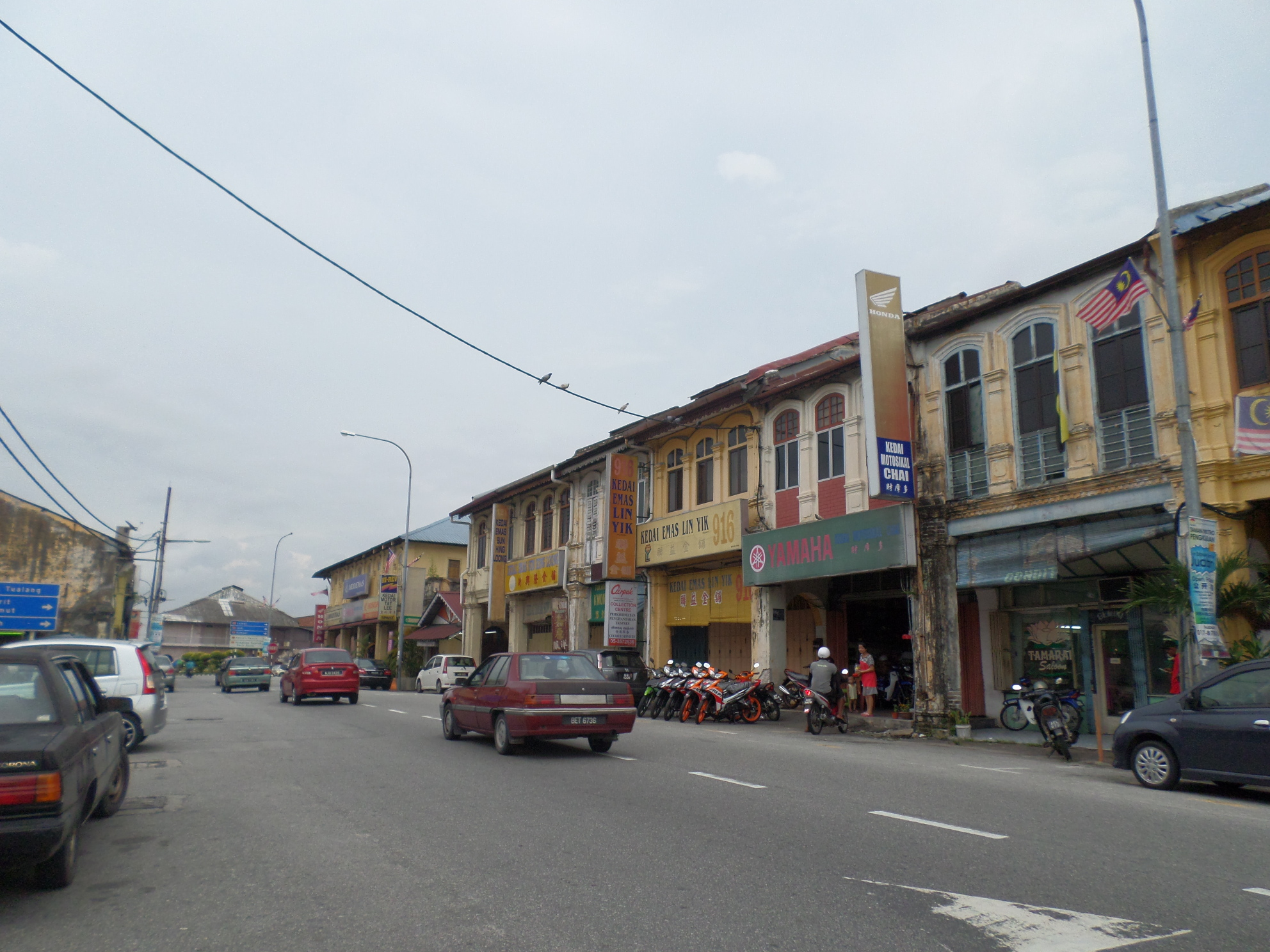
华都牙也

华都牙也，是马来西亚霹雳州近打县的县府，同时也是凯利古堡的所在地，由华都牙也县议会管理。

## 景点

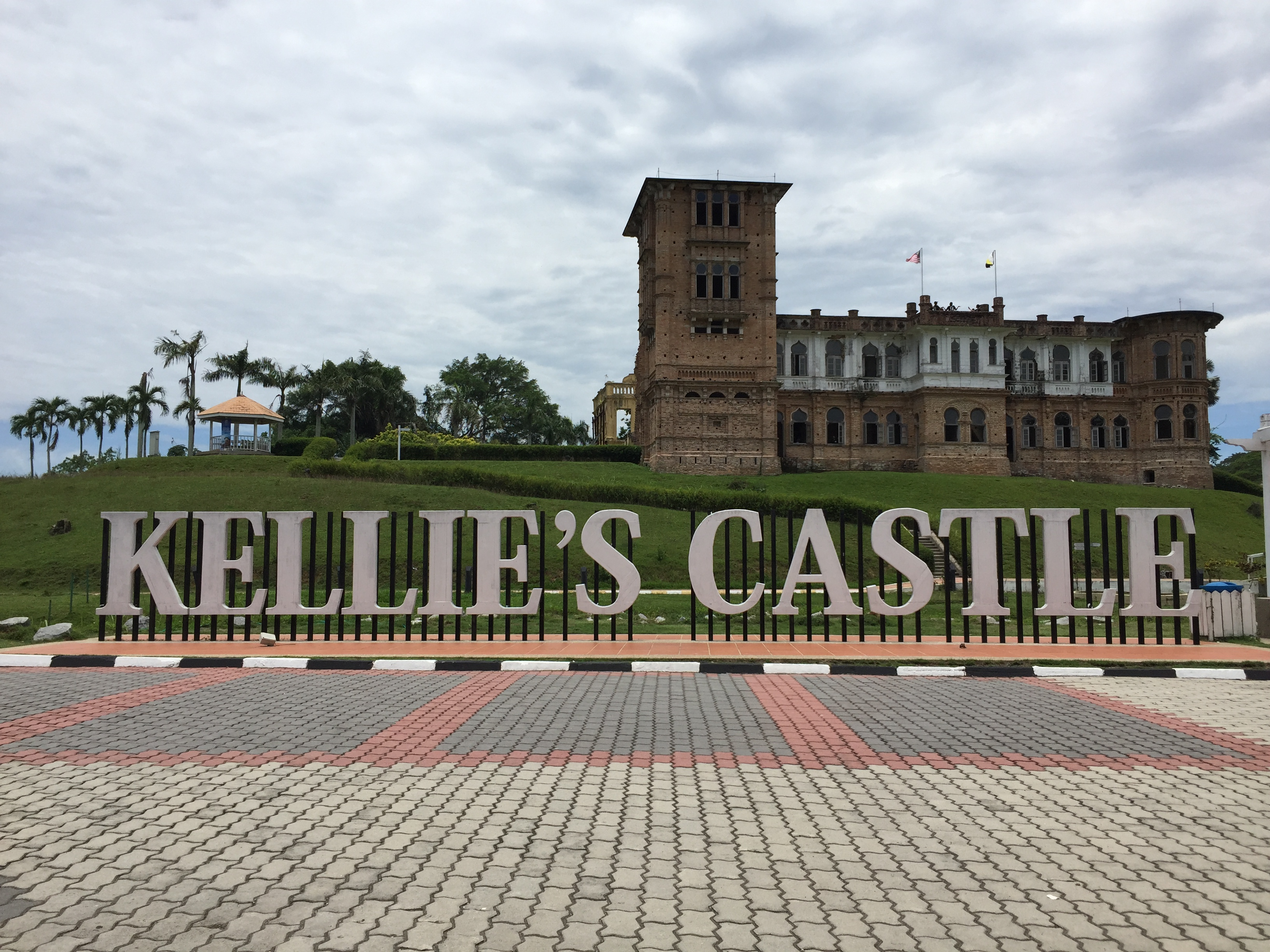
凯利古堡

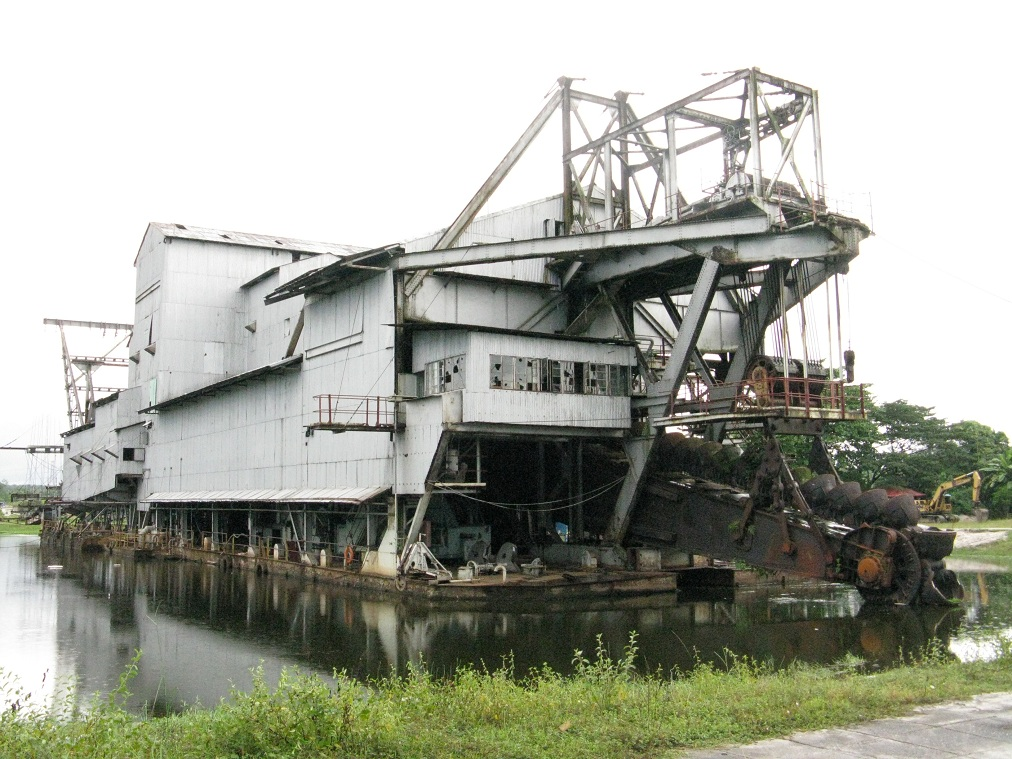
督亚冷5号铁船

- 凯利古堡
- 督亚冷5号铁船（TT5）